# Mutation Nation
Mutation Nation (ミューテイションネイション?, Myūteishon' Neishon) è un videogioco arcade di genere picchiaduro a scorrimento, edito nel 1992 da SNK. Quattro anni dopo (nel 1995), la stessa SNK lo converte per la loro console Neo Geo CD.

## Trama
Nel 2050, uno scienziato pazzo fu licenziato dai suoi superiori dopo aver condotto bizzarri esperimenti biologici, ma poco dopo il suo laboratorio esplose e lo scienziato stesso scomparve misteriosamente. Diversi anni dopo, sorgono nuovi edifici in cima alle baraccopoli dimenticate dove si svolgevano gli esperimenti e improvvisamente un virus genetico inizia a diffondersi tra gli inquilini, trasformandoli in feroci mutanti. Due giovani della città, Ricky Jones e Johnny Hart, tornano in città dopo essere stati via a lungo e, vedendo il caos che sta accadendo, decidono di ripulire la città prima che i mutanti si diffondano in tutta la nazione. Lungo la strada si imbattono non solo nei mutanti, ma anche nei nemici robotici che lo scienziato pazzo ha creato per fermarli.

## Modalità di gioco
I giocatori sono chiamati a vestire i panni di Ricky (primo giocatore) e Johnny (secondo giocatore), che si fanno strada attraverso sei livelli pieni di nemici mutanti e meccanici, ognuno dei quali contiene uno o più sotto-boss prima che un boss vero e proprio appaia alla fine di ogni livello. Mutation Nation si sviluppa in modo simile al solito beat 'em up, consentendo al giocatore di utilizzare varie combo, attacchi in salto, lanci e mosse speciali per colpire gli avversari. Invece del classico sistema di raccoglimento degli oggetti da usare come armi contro il nemico, il titolo utilizza un sistema in cui il giocatore può acquisire una delle quattro sfere elementali che gli permettono di scatenare super attacchi che riempiono lo schermo. Ci sono anche sfere neutre che restituiscono vita al giocatore e aumentano il numero di super attacchi che può utilizzare.
Queste sono le varie sfere elementali che possono essere raccolte dal giocatore e utilizzate per attacchi speciali. Ogni sfera è rappresentata da una lettera e un colore che aiutano il giocatore a distinguerle. Se i giocatori non hanno sfere a disposizione, possono sacrificare parte del loro indicatore di vita per scatenare una raffica di attacchi.
- Luce - gialla con la lettera A scritta sopra. La sfera di luce scatena l'attacco più veloce ma anche meno dannoso del gioco. Il giocatore si divide in due corpi di luce che si diramano in direzioni opposte prima di riunirsi e riformare il corpo dopo che i nemici sono stati abbattuti.
- Fuoco - questa sfera è rappresentata dalla lettera B ed è di colore rossastro. Scatena una grande esplosione dalle mani del giocatore che infligge gravi danni a tutto ciò che appare sullo schermo.
- Fulmine - la sfera di fulmine è di colore blu e ha la lettera C. L'attacco che produce è di gran lunga il più lento del gioco, ma il giocatore è invincibile per tutta la durata dell'animazione. Il personaggio salterà fuori dallo schermo e ricadrà pochi istanti dopo, colpendo il terreno per creare fulmini che esplodono in tutte le direzioni, infliggendo danni moderati.
- Vento - l'ultima sfera è verde e ha la lettera D. Scatena l'attacco più potente del gioco, in cui il giocatore si trasforma in un enorme tornado verde che si muove avanti e indietro sullo schermo, falciando tutto ciò che incontra sul suo cammino e spesso colpendo più di una volta, infliggendo danni ingenti.

## Accoglienza
In Giappone, la rivista Game Machine elencò Mutation Nation nel numero del 1º maggio 1992 come la sedicesima unità arcade di maggior successo del mese. Allo stesso modo, RePlay ha riferito che era il quinto gioco più popolare in Nord America. Il titolo ha ricevuto un'accoglienza generalmente positiva dalla critica fin dalla sua uscita nelle sale giochi e su altre piattaforme.